# ميوزيكل فريدم
ميوزيكل فريدوم (بالإنجليزية: Musical Freedom)‏ (تُعرف أيضًا باسم تسجيلات ميوزيكل فريدوم منذ أكتوبر 2014) هي علامة تسجيل هولندية تأسست في أغسطس 2009 من قبل الدي جي الهولندي والمنتج تييستو بالتعاون مع علامة التسجيل المستقلة "Play It Again، Sam" بعد بيع حصتها في تسجيلات الثقب الأسود. تم توزيعها في جميع أنحاء العالم بواسطة PIAS Entertainment Group، باستثناء الولايات المتحدة حيث تم توزيعها بواسطة أولترا ريكوردز. ومنذ عام 2010 أصبح توزيعها بواسطة سبينن ريكوردز.